# Louis B. Mayer Pictures Corporation
Louis B. Mayer Pictures Corporation foi um estúdio cinematográfico estadunidense fundado em 1918 por Louis B. Mayer. Em 1924, o estúdio foi comprado por Marcus Loew e, juntamente com a Metro Pictures Corporation e a Goldwyn Pictures Corporation, formou uma nova companhia cinematográfica, a Metro Goldwyn Mayer.

## Histórico
Em 1907, Mayer renovara o Gem Theater, uma casa de teatro burlesco com 600 lugares em Haverhill, Massachusetts, reaberto por ele em 28 de novembro de 1907 sob o nome Orpheum Theatre, sua primeira sala de cinema. Para superar a reputação desfavorável que o edifício tinha na comunidade, Mayer decidiu estrear com a exibição de um filme religioso. Anos mais tarde, Mayer diria que a estreia no Orpheum fora From the Manger to the Cross, embora a maioria das fontes coloque a data de lançamento do filme em 1912. Dentro de alguns anos, Mayer possuía todos os cinco cinemas de Haverhill e, com Nathan H. Gordon, criou a parceria Gordon-Mayer que controlava a maior cadeia de cinemas da Nova Inglaterra.
Em 1914, os parceiros organizaram sua própria agência de distribuição de filmes em Boston. Mayer pagou $25,000 a D.W. Griffith pela exclusividade de direitos de apresentação do filme The Birth of a Nation (1915) na Nova Inglaterra. Embora Mayer tenha feito a oferta por um filme que um de seus olheiros viu, e que ele não tinha visto, sua decisão lhe rendeu mais de $100.000. Com o dinehrio arrecadado, uma parceria de Mayer com Richard A. Rowland em 1916 gerou a formação da Metro Pictures Corporation, em Nova Iorque.
Dois anos depois, Mayer mudou-se para Los Angeles e formou sua própria produtora de cinema, a Louis B. Mayer Pictures Corporation. Mayer fez também uma parceria com B. P. Schulberg para formar o Mayer-Schulberg Studio. O grande avanço de Mayer, no entanto, foi em abril de 1924, quando Marcus Loew, proprietário da cadeia de cinemas Loew, juntou a Metro Pictures Corporation, a Goldwyn Pictures Corporation e a Mayer Pictures para formar a Metro-Goldwyn. Loew havia comprado a Metro e a Goldwyn alguns meses antes, mas não conseguia encontrar alguém para supervisionar suas novas explorações na costa oeste. Mayer, com seu sucesso comprovado como produtor, foi uma escolha óbvia, e foi nomeado chefe de operações e Vice-Presidente do estúdio em Los Angeles, reportando-se ao braço direito de Loew, Nicholas Schenck. Ele iria ficar neste posto nos próximos 27 anos. Mayer logo adicionou seu nome ao estúdio com a aprovação de Loew, renomeando-a Metro Goldwyn Mayer.

## Filmes
A primeira produção da Louis B. Mayer Pictures Corporation foi Virtuous Wives, em 1918, em conjunto com o estúdio Anita Stewart Productions. O filme foi distribuído pela First National Exhibitors' Circuit.